# Heroína (film 1972)
Heroína è  un film argentino del 1972 diretto da Raúl de la Torre.

## Trama
Il film segue la storia di Peny, una traduttrice ventiseienne che si sottopone ad una psicoterapia per superare il trauma dovuto alla morte del fratello, avvenuta per folgorazione nella metropolitana di Buenos Aires.
La sua vita si intreccia con quella del medico portoricano Javier González, con il quale ha una breve relazione. In seguito al ricovero in una struttura psichiatrica con la diagnosi di schizofrenia, Peny e González riprendono a frequentarsi.

## Produzione
Ispirato al bestseller dello psicoanalista Emilio Rodrigué, pubblicato nel 1969, il film vide la presenza dello stesso scrittore tra gli attori.
Contrariamente alle usanze dell'epoca, in cui veniva utilizzata la tecnica del doppiaggio, venne girato in presa diretta.
Come ricordò la protagonista Graciela Borges a cinquant'anni dall'uscita della pellicola, durante le riprese vennero applicate alcune tecniche psicoanalitiche in uso ai tempi, tra cui la terapia primaria di Arthur Janov; a tal proposito, l'attrice raccontò "quando hanno smesso di girare continuavo a urlare e Raúl è dovuto venire a colpirmi sulla schiena perché non riuscivo a fermarmi".
La stessa Borges definì quello di Peny "un personaggio unico nella mia vita. È stato il più simile in un momento della mia vita". In un'altra intervista, affermò: "Il più simile a me di tutti i personaggi che ho interpretato nella mia vita è stato quello di un libro di Rodrigué intitolato Heroína, molti anni fa, con Raúl de la Torre. Era bellissimo, proprio come me, una ragazza che aveva avuto un'infanzia speciale, una vita speciale; e ho sentito che era così mio. Curiosamente mi ci è voluto più tempo per liberarmene, non so perché. Ero triste dopo averlo finito".

## Accoglienza
Sul quotidiano La Opinión, il critico Agustín Mahieu lo definì "Un esempio di maturità espressiva e tecnica".
Il settimanale Primera Plana prospettò: "Soddisferà lo spettatore di classe media e alta" e lo descrisse come la "miglior produzione nazionale uscita nell'anno in corso".
Manrupe e Portela, nel loro volume Un diccionario de films argentinos (1930-1995), scrissero: "Psicologico, cupo, interessante per alcuni e noioso per altri, concerto prestigioso per il direttore e la sua stella feticcio".